# 紛擾不息
紛擾不息（英語：No Longer at Ease）是奈及利亞作家奇努阿·阿切贝在1960年出版的小說。故事描述伊博族歐比·歐孔克沃（Obi Okonkwo）離鄉前往英國接受教育，後在尼日利亚殖民地擔任公務員，但非洲文化與西方生活方式之間陷入掙扎，最終接受賄賂，導致身敗名裂。
這是阿切貝的第二部小說，也是他著名的「非洲三部曲」中的第二部作品，分別為：《分崩離析》、《紛擾不息》，以及《神箭》。

## 書名
書名《紛擾不息》取自T·S·艾略特詩作《東方三博士之旅》的結尾：
我們返回原來的位置，這些國度，
卻在舊有秩序中已無安身之地，
身旁是緊抓他們神祇的陌生人。
我願再一次死去。

## 劇情簡介
小說從歐比·歐孔克沃因收賄被審判的場景開場，隨即倒敘他赴英前的經歷，一路鋪陳至他最終貪污的過程。
歐比·歐孔克沃是奈及利亞伊博族青年，由村中進步聯盟資助赴英留學。返國後，他在殖民政府擔任公務員。
他和過去在校內遇到的女子克拉拉相戀，但克拉拉是「osu」，即傳統伊博文化中受排擠的族裔，因此依習俗不能與歐比結婚。歐比堅持結婚，受家中反對。
歐比告知克拉拉後，克拉拉選擇分手，並暗示自己懷孕，他在懷孕後墮胎。歐比因經濟壓力與母親去世，最終放棄原則，開始收賄。

## 主题
雖然《紛擾不息》的時間背景比《分崩離析》晚數十年，但它延續許多相同的主題。最核心的是歐洲文化與非洲傳統文化的衝突，在殖民統治延續多年後，這種衝突已根深蒂固。主角夾在傳統社會對他的經濟期待與西方社會的物質主義之間，難以兩全。
小說也展現了家族間的延續性：歐比是《分崩離析》中奧孔科的孫子。兩人都直言不諱、性格強硬，並有些自毀傾向。然而，他們的「衝突本性」表現方式不同：祖父是採取行動且暴力的人，而孫子歐比則是沉溺於語言與思考的人，缺乏實際行動。

## 評價
該書出版後獲得多數正面評論，評論者普遍讚賞小說對1960年代初期拉哥斯生活的寫實與生動描繪。英國皇家非洲協會Mercedes Mackay稱阿切贝的第二本小說比第一本出色，讓這位奈及利亞作家站上了西非文壇的前列。洛杉磯城市學院Arthur Lerner寫道：「這位年輕奈及利亞作家的第二部作品延續了《分崩離析》的文學潛力。」
然而，也有部分評論指出，阿契貝對場景與背景的精緻描寫，可能犧牲了角色的立體性。W.E.B.杜布瓦研究所Ben Mkapa評論：「阿切貝對他筆下世界有宏觀的觀察，但這種廣度犧牲了角色的深度。像克拉拉這樣對歐比產生重大影響的角色，描寫並不夠充分，其他角色多半象徵意義大於真實感。」

## 外部連結
- 《紛擾不息》学习指南、主题、引言、多媒体、教师资源
- Sparknotes